# Chalcis fromonae
Chalcis fromonae är en stekelart som beskrevs av Cameron 1912. Chalcis fromonae ingår i släktet Chalcis och familjen bredlårsteklar. Inga underarter finns listade i Catalogue of Life.